# Euchloe belemia
La blanca verdirrayada (Euchloe belemia) es una especie de lepidóptero de la familia Pieridae, que fue descrita originalmente por Esper, en 1800.

## Descripción
Alas anteriores de color blanco en su anverso, con mancha negra de forma rectangular en el extremo de la celda y ápice negro, moteado de blanco. Reverso de las anteriores muy similar, aunque la mancha es redondeada y el extremo del ápice tiene franjas blancas y verdosas. En el reverso de las alas posteriores, predominan estas bandas verdi-blancas. La hembra es de mayor tamaño, con el color verdoso mezclado con amarillo, y la mancha negra de mucho mayor tamaño.
Bivoltina, se reproduce dos veces al año, con la primera puesta en febrero-marzo, y la segunda entre abril y mayo. La puesta se realiza sobre los brotes de diversas plantas crucíferas, de forma individual, y la oruga apenas se alimenta de las hojas sino de los frutos y semillas, efectuándose la fase de crisálida muy rápidamente. No todas las crisálidas evolucionan a individuos adultos, pues parte de las mismas hibernan, permaneciendo en ese estado, en ocasiones, hasta varios años; la segunda generación hiberna casi completamente. 

## Distribución y hábitat
Es una especie propia de la mitad meridional de la península ibérica, las islas Canarias y el Magreb hasta el norte de Libia (también citada de Turquía), cuyo hábitat preferido son las tierras bajas de matorral y semiáridas, así como los bancales y terrenos cultivados. Se da abundantemente en el sur de la península, incluyendo las montañas de Andalucía oriental, especialmente Sierra Nevada, aunque allí solo se han observado por debajo de los 1000 m de altitud, y siempre en poblaciones de escasa densidad.